# Phoenicircus carnifex
El cotinga rojo guayanés (Phoenicircus carnifex), también denominado cotinga roja o rojo (en Venezuela), es una especie de ave paseriforme de la familia Cotingidae, una de las dos pertenecientes al género Phoenicircus. Es nativo del este de la cuenca amazónica y del escudo guayanés en América del Sur. 

## Distribución y hábitat
Se distribuye desde el sureste de Venezuela (este de Bolívar), Guyana, Surinam, Guayana francesa y la Amazonia oriental en Brasil (hacia el este desde el este de Roraima y área de Manaus y, al sur del río Amazonas, desde el bajo río Tapajós hacia el este hasta el noroeste de Maranhão).
Esta especie es considerada poco común en sus hábitat naturales: los estratos medio e inferior del bosque húmedo hasta altitudes de 600 m.

## Descripción
Mide en promedio 21 cm de longitud. El macho presenta  la corona de color rojo brillante; los lados de la cabeza, el cuello y la espalda de color marrón negruzco; la garganta y pecho de color marrón rojizo; las partes más bajas de rojo escarlata. La hembra tiene la corona y la cola roja oscura, el dorso , las alas, el cuello y la parte superior del pecho color oliva a castaño y el vientre y la parte inferior del pecho rojos.

## Reproducción
Durante el período reproductivo se reúnen grupos de ocho a veinte machos para hacer exhibiciones ante las hembras.

## Sistemática

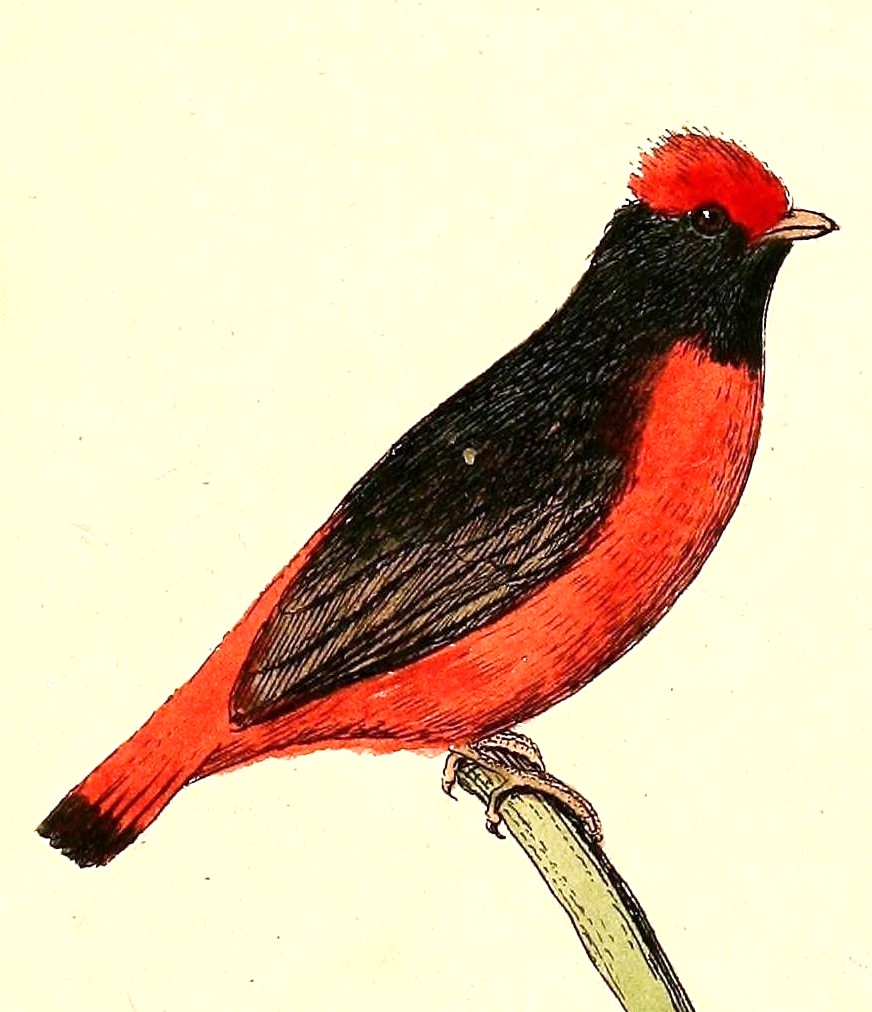
Phoenicircus carnifex, ilustración en Kittlitz, Kupfertafeln zur Naturgeschichte der Vögel, 1832.

### Descripción original
La especie P. carnifex fue descrita por primera vez por el naturalista sueco Carlos Linneo en 1758 bajo el nombre científico Lanius carnifex; la localidad tipo es «Surinam».

### Etimología
El nombre genérico masculino «Phoenicircus» se compone de las palabras del griego «phoinix, phoinikos» que significa ‘escarlata’, y «kerkos» que significa ‘cola’; y el nombre de la especie «carnifex», proviene del latín «carnifex, carnificis» que significa ‘verdugo’, ‘asesino’, por ejemplo, ‘teñido de sangre’ en referencia a su color predominante.

### Taxonomía
Es pariente próxima a Phoenicircus nigricollis; tal vez podrían ser consideradas conespecíficas, excepto por el hecho de que sus zonas de distribución se sobreponen en la región del bajo río Tapajós y tal vez entre este y el río Xingú. Es monotípica.